# Microsoft InterConnect
Microsoft InterConnect fue un gestor de información como parte de la familia Microsoft Office que solo se vendía en Japón. Con él, el usuario podía crear una tarjeta digital de negocios como si fuera una firma digital.

## Sitios externos (en inglés)
- Galli, Peter (24 de julio de 2004). «MS Office Interconnect Beta Manages Contacts, Digital Business Cards». eWeek. Consultado el 3 de septiembre de 2006. (enlace roto disponible en Internet Archive; véase el historial, la primera versión y la última).
- «Descripción de InterConnect 2007 Service Pack 2 (Revisión 3.1)». Microsoft Support. Microsoft Corporation. 21 de abril de 2009. Consultado el 10 de abril de 2010.
- «Descripción de InterConnect 2004 Service Pack 2 (Revisión 1.6)». Microsoft Support. Microsoft Corporation. 28 de septiembre de 2007. Consultado el 10 de abril de 2010.

## Sitio Web
El sitio Web de Microsoft InterConnect ya no está disponible, pero existe una copia archivada.
Copia archivada del sitio oficial en Wayback Machine  (archivado el 8 de febrero de 2009).
- Datos: Q1041170